# Lasiargus hirsutoides
Lasiargus hirsutoides är en spindelart som beskrevs av Jörg Wunderlich 1995. Lasiargus hirsutoides ingår i släktet Lasiargus och familjen täckvävarspindlar.
Artens utbredningsområde är Mongoliet. Inga underarter finns listade i Catalogue of Life.